# کونوپنگتسا (شهرستان ویلون)
کونوپنگتسا (به لهستانی:  Konopnica) یک روستا در لهستان است که در گمینا کونوپنگتسا (استان ووتسکی) واقع شده‌است.
 کونوپنگتسا  ۸۴۰ نفر جمعیت دارد.